# 北陸鐵道03系電聯車
北陸鐵道03系電聯車（日语：／ Hokuriku Tetsudō 03-kei densha）是北陸鐵道的淺野川線使用的通勤型電聯車，也是該路線時隔24年再度引進的新型車輛。
03系是北陸鐵道為了替換車體逐漸老化的北陸鐵道8000系電聯車，而向東京地下鐵購入的營團03系電聯車改裝而成的車輛。2019年7月，4輛營團03系電聯車先行運送至JR西日本的金澤綜合車輛所，並由JR西日本TECHNOS負責改造工程。2020年1月，改裝完後的03系陸續運送至北陸鐵道，並於同年的12月21日將首輛編組投入使用。其餘編組則在2023年陸續投入至淺野川線上使用。